# Eugène Renggli
 (avril 2009).
Si vous disposez d'ouvrages ou d'articles de référence ou si vous connaissez des sites web de qualité traitant du thème abordé ici, merci de compléter l'article en donnant les références utiles à sa vérifiabilité et en les liant à la section « Notes et références ».
Eugène Renggli est un sculpteur suisse, né le 30 mai 1923 dans le canton de Lucerne et mort le 11 septembre 2016,. Il a produit aussi de petits objets, des linogravures et de nombreux dessins
Il habitait à Lucelle, une ville située à la frontière Franco-Suisse, . 
En 1960, il est l'auteur de la chapelle Saint Bernard, d'un style résolument moderne, et où se trouvaient nombreuses de ses œuvres. C'est probablement sa création majeure. La dénomination fait référence à Saint Bernard, fondateur de l'ordre cistercien, dont une abbaye désaffectée occupe une grande partie de la ville.  La chapelle Saint Bernard, aujourd'hui désacralisée, est située quasiment sur la frontière, et à proximité immédiate de la chapelle notre dame de l'Abbaye de Lucelle. Elle n'est malheureusement plus visitable.  

Eugène Renggli disait 
"Il est difficile de définir l'Art correctement, de même qu'il n'y a pas de méthode pour le comprendre ou l'expliquer. On ne peut que l'expérimenter soi-même." 
Eugène Renggli est enterré à Lucelle auprès de sa femme, dans une tombe qu'il a conçue lui-même, et qui a la simplicité de celle d'une religieuse qui se trouve a proximité dans le même cimetière. 

## Œuvres
Ses créations, généralement stylisées et avec des formes dépouillées, simplifiées, sont généralement inspirées par des thèmes religieux :
- Ohtmarli - Ronde bosse miniature représentant une tête de jeune enfant de sa famille 1946
- Ange - Theresianum, Ingenbohl SZ (Ange en métal de 200 cm)
- Rencontre
- Loutre (1941) (Bronze - vendu lors d'une enchère de 2018)
- Crucifix (Vendu en 2022)
- Catherine de sienne rencontre le Pape Urbain XI de retour de Rome (vendu en 2022)
- Chemin de croix en bronze patiné - Église de Courtemaîche (1955)
- Warning - Ange annonciateur
- Christ en croix
- Croix avec poisson
- Croix avec agneau mystique''
- Réconciliation
- Chapelle Saint Bernard à Lucelle (1960)
- Le devenu aveugle
- David contre Goliath
- Immaculata
- Saint Martin partageant son manteau dans la chapelle Saint-Martin de Bättwil rénovée en 1990[3]
- Saint Joseph (Bois)
- Jésus-Christ dans une crèche à Lucelle[4]
- Croix de la tombe du père Monier décédé en 1977, située au centre Air et Vie de Marmoutier. Un Christ qui se penche pour tendre la main vers ses frères, selon le vœu du père Monier. Également : linogravures portrait du Père Monier.
- Croix sur la tombe de Fringeli

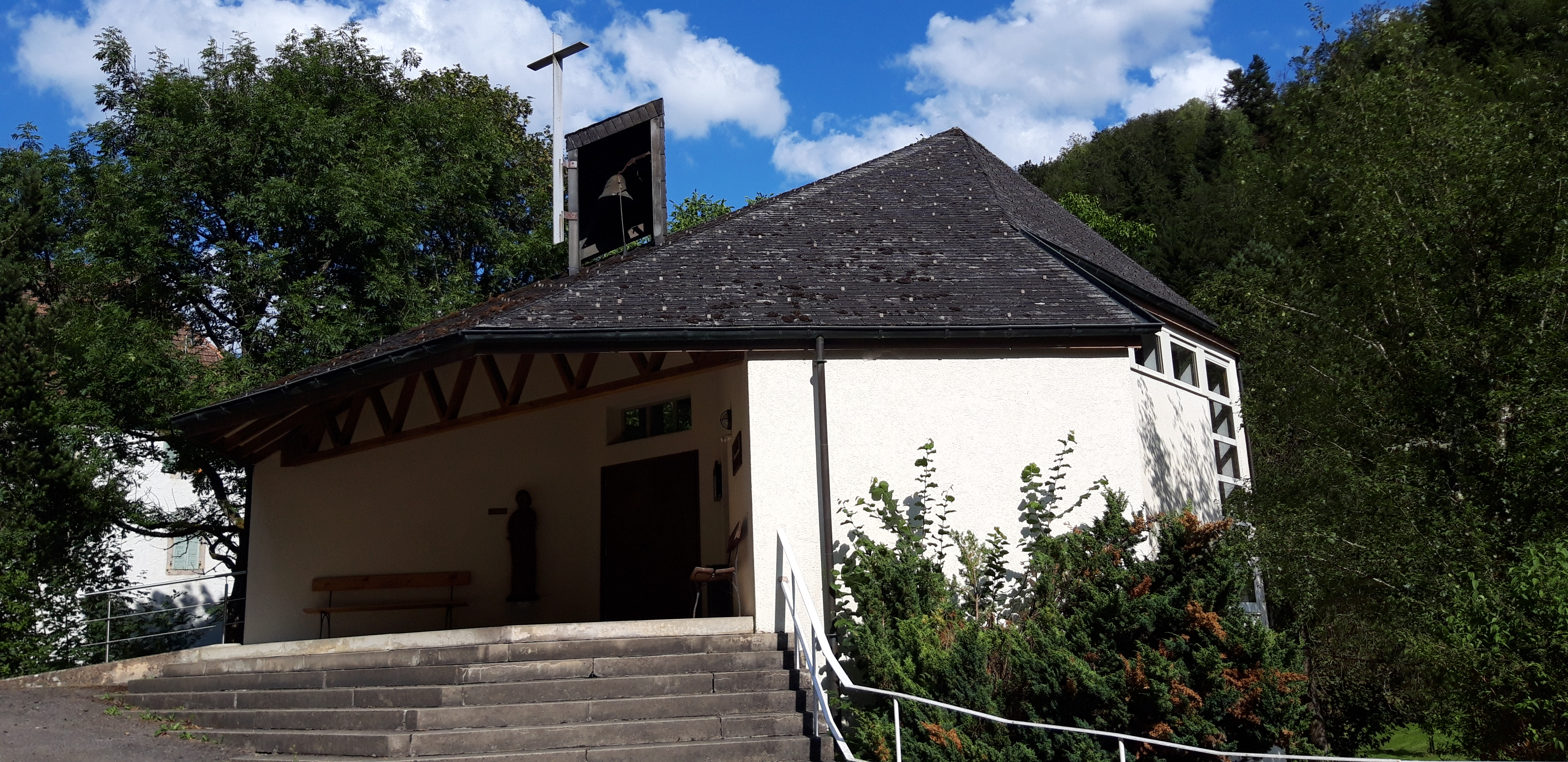
Chapelle Saint Bernard de Lucelle.
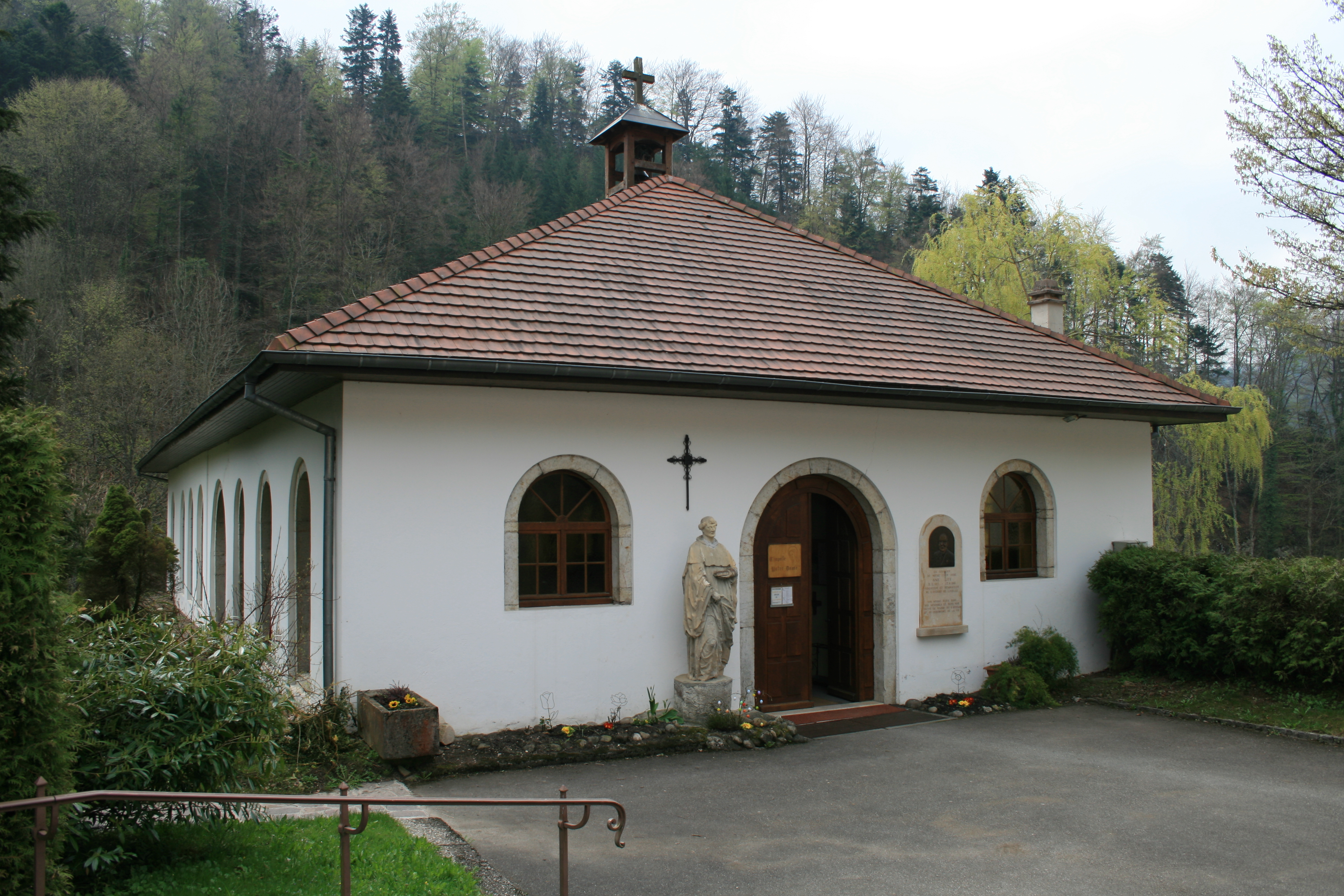
Chapelle Notre-dame de Lucelle.
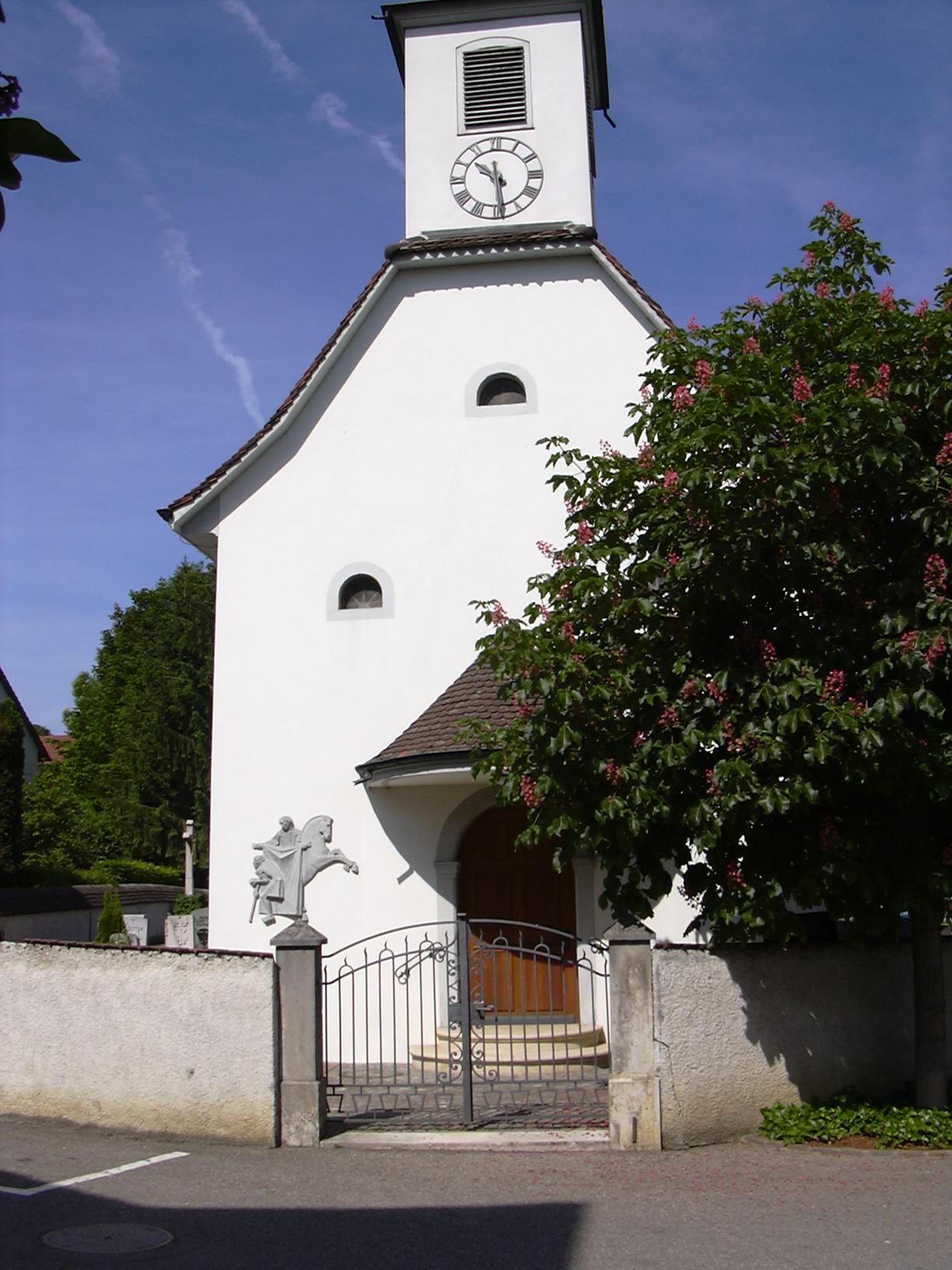
Chapelle Saint-Martin, 2005.